# 조상원 검사 탄핵소추
조상원 검사 탄핵 소추는 조상원 서울중앙지방검찰청 4차장 검사가 도이치모터스 주가조작 사건에 대한 부실 수사 혐의로 국회에서 탄핵을 소추한 일이다. 재판관 8인의 전원일치 기각이 이뤄졌다.

## 배경
윤석열 대통령의 영부인 김건희가 연루되어있는 도이치모터스 주가조작 사건에 관하여, 조상원 검사가 영부인 김건희에게 무혐의 처분을 내리고, 부실하게 수사를 하였다는 의혹이 제기되었다.

## 정치권의 탄핵 추진
| 대한민국 국회 감사원장(조상원) 탄핵소추안 | 대한민국 국회 감사원장(조상원) 탄핵소추안 |
| 재적 300명 중 과반인 151명 동의 필요      | 재적 300명 중 과반인 151명 동의 필요      |
| 선택                                      | 득표                                      |
| ----------------------------------------- | ----------------------------------------- |
| 가                                        | 187 / 300                                 |
| 부                                        | 4 / 300                                   |
| 무효                                      | 1 / 300                                   |
|                                           |                                           |
| 미투표                                    | 108 / 300                                 |

더불어민주당과 조국혁신당 등 6개 야당은 조상원 검사에 대한 탄핵소추안을 발의하였고, 재적 300명 중 과반인 151명을 넘긴 187명으로 탄핵 소추안을 발의하였다.

## 선고 결과
2025년 3월 13일, 헌법재판관 8인 모두 기각으로 결정하였다.